# Angelochórion (Imathie)
Angelochórion (grec moderne : Αγγελοχώριον) est une localité située dans le dème de Náoussa, dans le district régional d'Imathie, dans la periphérie de Macédoine-Centrale, en Grèce.
Selon le recensement de 2011, elle compte 1 701 habitants.